# Perdita sparsa
Perdita sparsa là một loài Hymenoptera trong họ Andrenidae. Loài này được Fox mô tả khoa học năm 1893.